# ジョージ・H・ブレイクスリー
ジョージ・ハバード・ブレイクスリー(George Hubbard Blakeslee、1871年8月27日-1954年5月5日)は、アメリカのクラーク大学の歴史と国際関係論の教授であり、『人種開発ジャーナル』(Journal of Race Development)を創刊者である。

## 経歴
ブレイクスリーはニューヨーク州ジェネッセオに生まれた。弟には植物学者のアルバート・フランシス・ブレイクスリーがいる。ウェズリアン大学で学士と修士の学位を取得した後、1901年から03年までライプツィヒ大学とオックスフォード大学に留学し、03年にハーバード大学から博士号を授与された。
ブレイクスリーは1903年からクラーク大学で教鞭をとるようになり、43年に退職するまでその職にあった。1910年には『人種開発ジャーナル』を創刊した。この誌名は優生学的ではあるが、実際には国際関係論に関するアメリカ初の学術雑誌と評価されている。その後、この雑誌は『国際関係論』(Journal of International Relations)と改名され、1922年には『フォーリン・アフェアーズ』に統合された。
ブレイクスリーはまたさまざまな国際会議や組織でも活躍した。1921年のワシントン会議、1931年から32年のリットン調査団に参加し、1941年には国務省の対外政策諮問委員会の極東班の責任者となった。これは対日占領政策を構想する組織で、途中なんどか名称を変えたが、第二次大戦後の極東委員会に帰結している。彼はまた世界平和財団の信託財産委員会のメンバーのひとりでもあった。
ブレイクスリーは1954年にマサチューセッツ州ウースターで亡くなった。

## 著作
- China and the Far East : Clark University lectures / edited by George H. Blakeslee, New York : Thomas Y. Crowell , 1910
- Japan and Japanese-American relations : Clark University addresses / edited by George H. Blakeslee, New York : C.E. Stechert, 1912
- Recent developments in China : Clark University addresses, November, 1912” / edited by George H. Blakeslee, New York : G.E. Stechert, 1913
- Latin America : Clark University addresses, November, 1913” / edited by George H. Blakeslee, New York : G.E. Stechert, 1914
- The problems and lessons of the war : Clark University addresses, December 16, 17, and 18, 1915 / edited by George H. Blakeslee ; with a foreword by G. Stanley Hall, New York : G.P. Putnam , 1916
- Mexico and the Caribbean : Clark University addresses / edited by George H. Blakeslee, New York : G.E. Stechert , 1920
- The Recent foreign policy of the United States : problems in American cooperation with other powers / by George H. Blakeslee, New York : Abingdon Press , c1925
  - 米國最近の外交政策 / ブレークスリー著 ; 淺海數男譯: 國際聯盟協會 , 1929.10. - (國際聯盟協會叢書 ; 第92輯)
- The Pacific area : an international survey / by George H. Blakeslee, Boston : World Peace Foundation, 1929. - (World Peace Foundation pamphlets ; v. 12, no. 3)
- Interpretations of American foreign policy / Quincy Wright, editor, Chicago, Ill. : University of Chicago Press , 1930. - (Lectures on the Harris Foundation ; 1930)
- Japan in American public opinion / by Eleanor Tupper and George E. McReynolds ; introduction by George H. Blakeslee, New York : Macmillan , 1937
- Essays in history and international relations : in honor of George Hubbard Blakeslee / edited by Dwight E. Lee and George E. McReynolds, Worcester, Mass. : Clark University Publication , 1949
- A study in international cooperation : 1945 to 1952 / George H. Blakeslee ; 解説, 山極晃, 1994. - (現代史研究叢書 ; 1 . The Far Eastern Commission = 極東委員会 ; 第1巻)
  - 極東委員会 : 抄 / G.H.ブレイクスリー著 ; 土屋正三訳 : 憲法調査会事務局 , 1959.8. - (憲資・総 ; 第40号)
  - 日本の新憲法と極東委員会 / George・H.Blakeslee著 ; 土屋正三訳 : 憲法調査会事務局 , 1956.9. - (憲資・総 ; 第2号)